# Fabian Genahl
Fabian Genahl (* 19. Oktober 1924 in Putinci, Vojvodina, Königreich der Serben, Kroaten und Slowenen; † 2. Jänner 1978 in Stockerau, Österreich) war ein österreichischer Boxer. Sein jüngerer Bruder Anton (1927–1994) war ebenfalls Boxer.

## Leben und Wirken
Fabian Genahl wurde am 19. Oktober 1924 als Sohn des Landwirts Anton Genahl (1906–1967) und dessen Ehefrau Eva (geborene Junger; 1906–1994) im Donauschwabendorf Putinci in der Vojvodina geboren und am 20. Oktober 1924 in der hiesigen Kirche auf den Namen Fabian getauft. Wann genau die Familie nach Österreich gekommen war, ist nicht näher bekannt; sein jüngerer Bruder Anton kam jedenfalls auch noch in Putinci zur Welt; ebenso sein zweiter Bruder Pankratz (1930–2011). Seine Firmung erfolgte am 17. Mai 1938. Im Jahre 1943 begann Genahl seine Karriere als Boxer beim BC Floridsdorf und gründete bereits im darauffolgenden Jahr den BC Korneuburg, dem er selbst bis 1948 angehörte. Danach übersiedelte er nach Stockerau, wo der Spritzlackierer bis zur Beendigung seiner aktiven Laufbahn im Jahre 1952 aktiv war.
Im Laufe seiner Karriere soll Genahl über 250 Boxkämpfe absolviert haben – darunter 57 internationale. Insgesamt stand er achtmal in der österreichischen Nationalmannschaft. Nach einem Vizestaatsmeistertitel 1947 wurde Genahl 1948 österreichischer Staatsmeister im Boxen, ehe er in den beiden nachfolgenden Jahren abermals nur Zweiter wurde. Gegen den damaligen ungarischen Europameister Pogacs gelang Genahl 1947 ein beachtenswertes Unentschieden. Anfang im Bantamgewicht trat er später in der Gewichtsklasse Leichtgewicht in Erscheinung. Bereits in jungen Jahren trat er auch als Funktionär im Boxsport in Erscheinung. So war er etwa ab 1944 Gebietsfachwart für Niederösterreich und ab 1946 Landessportwart der NÖABV. Zudem wirkte er Genahl, der nebenbei auch Sportlehrer für Boxen und Gymnastik war, erfolgreich als Boxtrainer und brachte unter anderem Boxer wie Schmöllerl, Genahl II (sein jüngerer Bruder), Haberl und Urbanschek hervor. Vom NÖABV wurde er noch in den 1950er Jahren mit der Goldenen Ehrennadel ausgezeichnet.
Nebenbei führte Genahl nach dem Ende seiner aktiven Laufbahn mehrere bekannte Wirtshäuser in Stockerau und Korneuburg sowie das Rasthaus an der Autobahn, wo er von seiner Ehefrau Elfriede (geborene Rieth; 1925–2013), die er am 30. Juni 1945 in Korneuburg geheiratet hatte, unterstützt wurde. Mit seiner Ehefrau hatte er drei Kinder (Heinz, Brigitta und Monika), von denen der Sohn Heinz bereits kurz nach der Geburt starb.
Am 2. Januar 1978 starb Fabian Genahl 53-jährig in Stockerau, wo er auch auf dem örtlichen Friedhof beerdigt wurde.